# Härryda
Härryda är en tätort i Härryda kommun, cirka två mil öster om Göteborg. Orten är kyrkbyn i Härryda socken som givit namn åt den nuvarande kommunen. Centralort i kommunen är dock Mölnlycke. 
Mölndalsåns lopp går delvis meandrande längs södra sidan av samhället. 
Härryda ligger ett par kilometer norr om Göteborg-Landvetter flygplats. Orten ligger även vid Kust till kust-banan men stationen här används enbart för tågmöten.

## Historia
Det har funnits industri i Härryda sedan före första världskriget. Här har bland annat producerats tofflor, cykelställ, klädskåp, rullbanor och släpfordon.
När storflygplatsen tillkom på 1970-talet medförde den höga nivåer av buller över Härryda, som ligger rakt under flygvägen ganska nära startbanan, vilket innebar starka restriktioner för byggandet av bostäder.  Trots detta har antalet invånare ökat genom att en hel del fritidshus omvandlats till permanentbostäder. Många boende arbetar på flygplatsen, och är därför mer förlåtande mot flygbullret.
År 1990 räknades norra delen som en separat småort med namnet Härryda:9, som därefter växte samman med huvuddelen av orten.

### Befolkningsutveckling
| Befolkningsutvecklingen i Härryda 1960–2020                                    | Befolkningsutvecklingen i Härryda 1960–2020 | Befolkningsutvecklingen i Härryda 1960–2020 | Befolkningsutvecklingen i Härryda 1960–2020 | Befolkningsutvecklingen i Härryda 1960–2020 |
| ------------------------------------------------------------------------------ | ------------------------------------------- | ------------------------------------------- | ------------------------------------------- | ------------------------------------------- |
|                                                                                |                                             |                                             |                                             |                                             |
| År                                                                             |                                             |                                             | Folkmängd                                   | Areal (ha)                                  |
| 1960                                                                           | 1960                                        |                                             | 259                                         |                                             |
| 1965                                                                           | 1965                                        |                                             | 286                                         |                                             |
| 1970                                                                           | 1970                                        |                                             | 288                                         |                                             |
| 1975                                                                           | 1975                                        |                                             | 263                                         |                                             |
| 1980                                                                           | 1980                                        |                                             | 255                                         |                                             |
| 1990                                                                           | 1990                                        |                                             | 246                                         | 81                                          |
| 1995                                                                           | 1995                                        |                                             | 744                                         | 235                                         |
| 2000                                                                           | 2000                                        |                                             | 821                                         | 235                                         |
| 2005                                                                           | 2005                                        |                                             | 861                                         | 235                                         |
| 2010                                                                           | 2010                                        |                                             | 968                                         | 234                                         |
| 2015                                                                           | 2015                                        |                                             | 1 146                                       | 355                                         |
| 2020                                                                           | 2020                                        |                                             | 1 179                                       | 356                                         |
| Anm.: 1990 fanns en småort benämnd Häryda (norra) med 57 invånare på 16 hektar |                                             |                                             |                                             |                                             |

## Samhället
På orten finns skola från förskoleklass till år 5, kaféer, restaurang, bibliotek och bensinmack. 
Härryda kyrka ligger i samhället.